# Kölner Reformation
Als Kölner Reformation wird im weiteren Sinn wird der Versuch der Einführung der Reformation im Erzstift Köln und den Nebenländern, dem Vest Recklinghausen und dem Herzogtum Westfalen, durch Kurfürst und Erzbischof Hermann V. von Wied als Kölner Reformation bezeichnet. Im engeren Sinn bezeichnet der Begriff die in diesem Zusammenhang von Philipp Melanchthon und Martin Bucer 1543 verfasste Reformationsschrift.

## Vorgeschichte

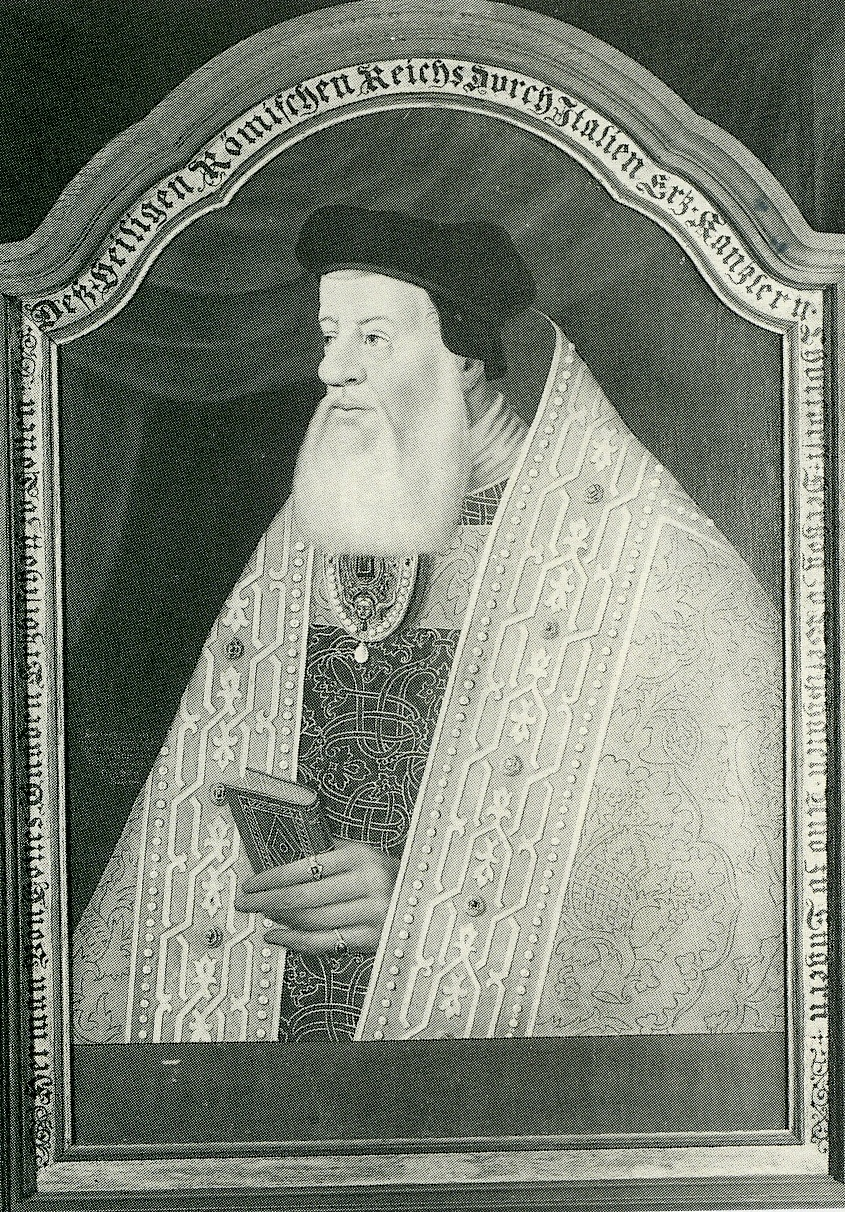
Hermann von Wied

Hermann von Wied war zu Beginn seiner Regierungszeit als Kölner Kurfürst ein entschiedener Gegner der protestantischen Bewegung. Bestärkt wurde er darin durch den Priesterherr im Kölner Domkapitel Johannes Gropper, der ein kluger Theologe war.
Hermann von Wied hatte allerdings die Reformbedürftigkeit der Kirche erkannt und sich dabei zunächst auf die Reformideen Groppers gestützt. Gropper erarbeitete 1535 im erzbischöflichen Auftrag Reformstatuten für die Kölner Kirche, die 1536 veröffentlicht wurden. Eine Provinzialsynode fasste auf dieser Basis 1536 entsprechende Beschlüsse. Allerdings blieb eine Verwirklichung weitgehend aus. In der Folge stagnierte die Kirchenreform im Erzbistum. Neue Impulse gingen 1541 vom Reichsabschied des Reichstages in Regensburg aus. In diesem Beschluss wurde von den geistlichen Reichsfürsten die Einführung einer „Christlichen Ordnung und Reformation“ verlangt.

## Reformationsbeschlüsse
Hermann von Wied, der bereits früher die Bekanntschaft des Reformators Martin Bucer gemacht hatte, lud diesen nun ein. In Buschhoven bei Bonn kam es zu einem ergebnislosen Religionsgespräch zwischen Bucer und Gropper. Unter dem Einfluss von Bucer wandte sich Hermann von Wied 1542 dem Protestantismus zu.
Im selben Jahr kündigte er auf dem Landtag des Kölner Erzstifts eine Kirchenreform an und berief sich dabei auf den Reichstagsabschied von 1540. Der Landtag und mit ihm das Domkapitel als dessen erster Stand erklärten sich damit einverstanden. Er machte aber zur Bedingung, dass „den alten Gewohnheiten und der Succession hiermit nicht abgebrochen werden möchte.“ Offenbar war dem Landtag zu diesem Zeitpunkt nicht klar, dass es Hermann von Wied nicht um eine Fortsetzung der auf der Provinzialsynode gefassten Beschlüsse, sondern um eine Umgestaltung der Kölnischen Kirche im reformatorischen Sinn ging. Am Ende des Jahres 1542 predigte Bucer im Bonner Münster, dagegen protestierte das Domkapitel zunächst erfolgreich. Nach einer kurzen Pause nahm Bucer aber die Predigten wieder auf.
In der Folge begann sich unter Führung des Domkapitels und der Kölner Universität, unterstützt von Herzog Wilhelm dem Reichen Widerstand gegen die Reformation zu entwickeln. Auf dem Landtag von 1543 wurde Hermann von Wied insbesondere von Teilen der Ritterschaft, aber auch von Teilen des Domkapitels unterstützt. Der Kurfürst lud in der Folge auch Melanchthon ins Erzstift ein, der zu Beginn des Jahres 1543 in Bonn eintraf.

## Publizistische Auseinandersetzung

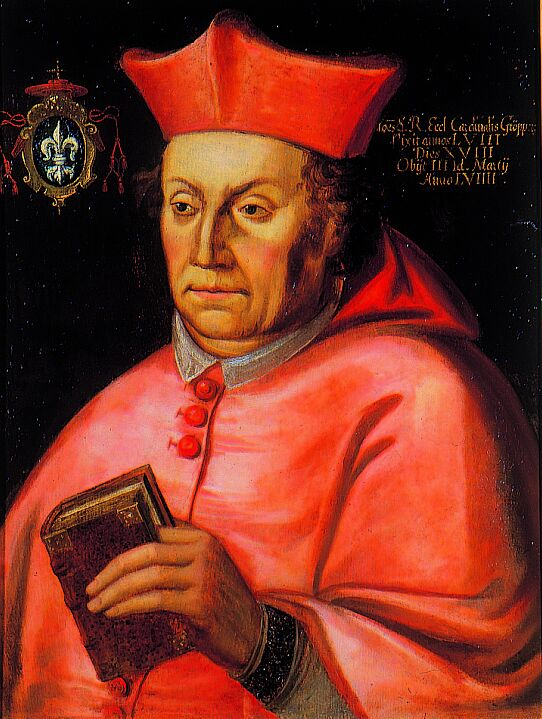
Johannes Gropper

Bucer und Melanchthon verfassten unter Beteiligung des Erzbischofs eine auch als „Kölner Reformation“ bekannte Schrift. Das Werk hatte 200 großformatige Seiten und trug den Titel: „Von Gottes genaden unser Hermanns Ertzbischoff zu Cöln / und Churfürsten etc. EINFELTIGES BEDENCKEN / warauff ein Christliche / in dem wort Gottes gegrünte Reformation (…) anzurichten sein.“
Auf einem weiteren Landtag im Jahr 1543 stimmten Grafen, Ritter und Städte dem Reformationsvorhaben zu. Nunmehr lehnte das Domkapitel unter Führung Groppers diesen Kurs klar ab. Die Reichsstadt Köln – politisch nicht Teil des Kurstaates – wurde Zentrum des Widerstandes gegen die Reformation. Die Kritiker aus Domkapitel und Universität veröffentlichten gegen die erzbischöfliche Reformationsschrift als Antwort eine „Christliche und catholische Gegenberichtigung.“ Beide Seiten verfochten ihre Sache in mehr als 260 Streitschriften. Dabei entfalteten die Verteidiger der katholischen Sache erstmals während des Reformationszeitalters eine wirkungsvolle Publizistik.

## Umsetzungsversuche
In der Zwischenzeit wurde die reformatorische Predigt in verschiedenen Städten wie Bonn, Neuss, Kempen und Kaiserswerth eingeführt. Im Jahr 1544 bestärkte Papst Paul III. das Domkapitel im Widerstand gegen die Reformation. Dieses rief, gestützt auch auf Klöster und Stifte, im Oktober des Jahres feierlich Kaiser und Papst an.
Hermann von Wied, der auch Bischof von Paderborn war, versuchte dort ebenfalls die Reformation einzuführen. Er scheiterte dabei aber am Widerstand der Landstände und des Domkapitels. Im Herzogtum Westfalen wies der Erzbischof seinen dortigen Stellvertreter, den Landdrosten Henning von Böckenförde gen. Schüngel an, die Kölner Reformation in diesem Gebiet umzusetzen. Die Reaktion der Stände ist quellenbedingt nicht ganz klar. Zumindest in einigen Städten wie Werl, Geseke, Brilon und Neheim, aber auch im Dekanat Medebach, hatte die Reformation zeitweise durchaus Erfolg. In Werl verbanden sich dabei religiöse Gründe mit Konflikten in der Stadt zwischen Zünften und den Erbsälzern. Dabei konnten letztere sich durchsetzen. Auf Dauer konnten sich die Protestanten nicht halten. In der Hauptstadt des Herzogtums hatte die Bewegung keinen Erfolg. Dort stand der Abt des Klosters Wedinghausen auf Seiten der Gegner von Hermann von Wied.

## Scheitern
Der Erfolg der Reformation im Erzstift Köln wäre von großer Bedeutung auf Reichsebene gewesen. Letztlich war der Fortbestand der katholischen Partei insgesamt gefährdet. Ein Sieg der Reformation in Köln hätte ein eindeutiges Übergewicht des Protestantismus im Reich bedeutet.
Karl V. selbst hatte daher seit 1543 seinen ganzen Einfluss geltend gemacht, um die Entwicklung aufzuhalten. Ihm wurde das Ersuchen von Gropper persönlich auf dem Reichstag in Worms 1545 überreicht. Der Kaiser legte Hermann von Wied in einem Gespräch den Rücktritt nahe. Dieser wurde am 16. April 1546 insbesondere durch Einwirken des Kaisers vom Papst exkommuniziert.
Die Niederlage der Protestanten im Schmalkaldischen Krieg schwächte die Position von Hermann von Wied deutlich. Danach war es insbesondere Karl V., der die Landstände veranlasste, vom Kurfürsten abzurücken. Am 25. Februar 1547 legte Hermann von Wied sein Amt als Erzbischof und Kurfürst nieder und lebte fortan als Privatmann. Mit der Abdankung verlor die reformatorische Bewegung im Erzstift und den Nebenländern ihren Rückhalt.